# Estação Ferroviária de Arnhem

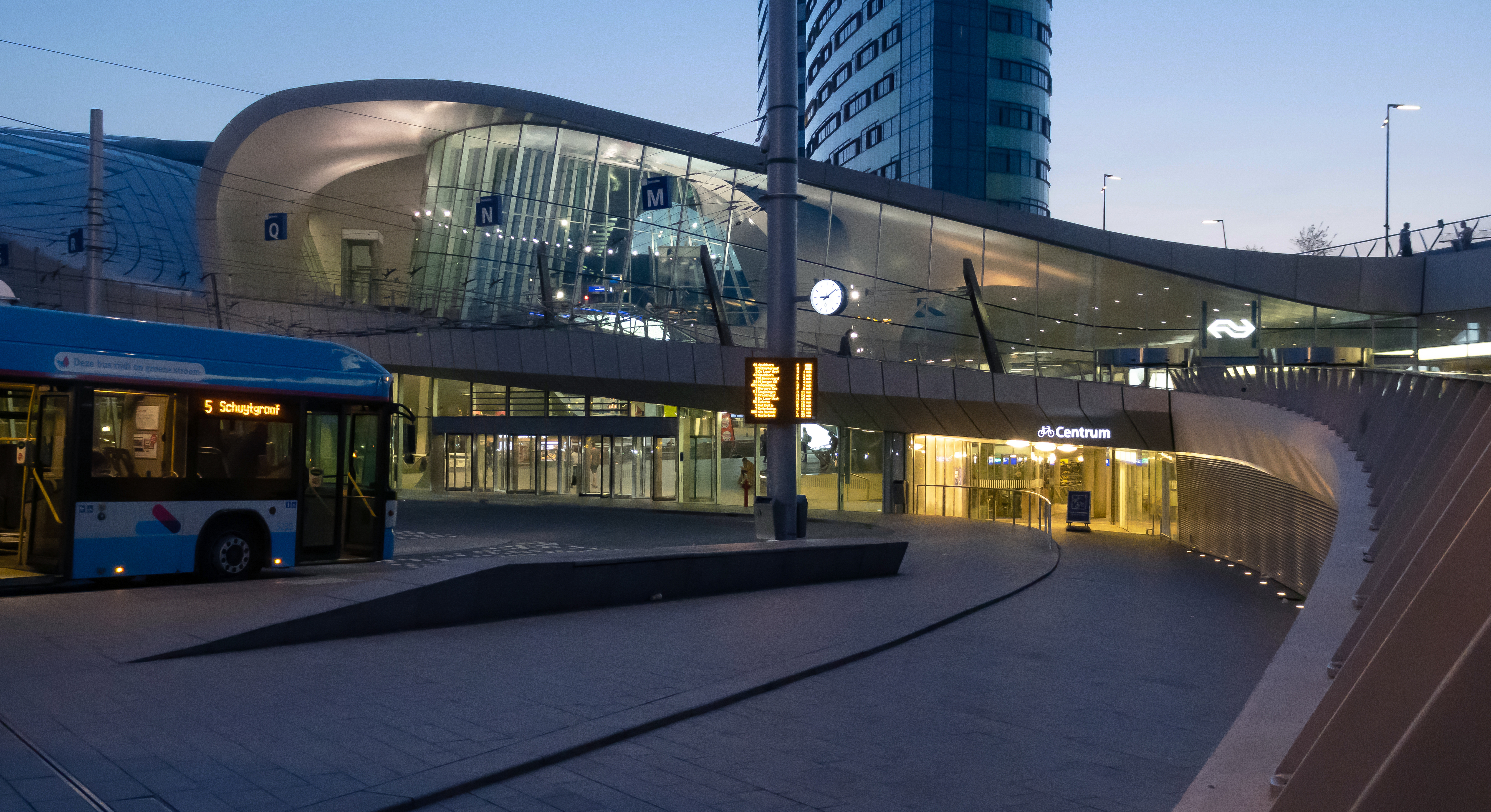
Imagem da Estação Ferroviária de Arnhem

A Estação Ferroviária de Arnhem é uma estação ferroviária localizada no município de Arnhem, província de Guéldria, Países Baixos. A estação abriu em 14 de maio de 1845, e é atualmente a nona estação mais utilizada no país, transportando 40 mil passageiros diariamente. Em 1997 foram iniciadas obras de renovação, que foram concluídas em 2015.